# Touch Me I'm Sick
"Touch Me I'm Sick" é uma canção da banda estadunidense de rock alternativo Mudhoney, gravada em março de 1988 no estúdio Reciprocal Recording, em Seattle, com o produtor Jack Endino. A canção foi lançada como o single de estreia do Mudhoney na gravadora independente Sub Pop, em 1 de agosto de 1988. As letras da música, marcadas por doses de humor negro, são uma visão sarcástica de assuntos como doenças e sexo violento.
Quando foi lançado, "Touch Me I'm Sick" foi um sucesso no circuito indie, e ainda é a canção mais conhecida da banda. Seu som, considerado "sujo" por ser formado a partir de guitarras distorcidas e embaçadas, vocais ríspidos, linhas de baixo diretas e bateria enérgica, influenciou muitos músicos locais e ajudou a desenvolver a cena grunge de Seattle. De acordo com a All Music Guide, "a energia crua e primal da canção a fez um hino instantâneo que ainda permanece como um dos clássicos eternos [do grunge]".

## Origens e gravação
Segundo o vocalista Mark Arm, "Touch Me I'm Sick" originou de uma discussão com o dono da Sub Pop, Bruce Pavitt, "[Pavitt] disse: 'Ei, você canta sobre cachorros. Você canta sobre estar doente. Você tem um estilo, eu levarei você ao topo.' E ele basicamente nos deu cinco acordes, mas ele disse para não usar mais do que três em uma canção." Arm também comentou que "Touch Me I'm Sick" era um bordão ao redor do qual a banda construiu a canção.
Mudhoney gravou a canção no estúdio Reciprocal Recording em Seattle em março de 1988, três meses após a formação da banda, com o produtor Jack Endino, que ficou surpreso por quão barulhentas as sessões foram e o quão sujas a banda queria que as guitarras soassem; "durante a maior parte do tempo, eu só meio que fiquei afastado e deixei eles tocarem". O guitarrista Steve Turner disse que o grupo selecionou duas de suas canções mais "grunge" para o single. Inicialmente, "Sweet Young Thing Ain't Sweet No More" deveria ser o A-side do single e "Touch Me I'm Sick" o B-side, antes de —nas palavras do baterista Dan Peters— "isso tudo ser bagunçado".

## Música e letras

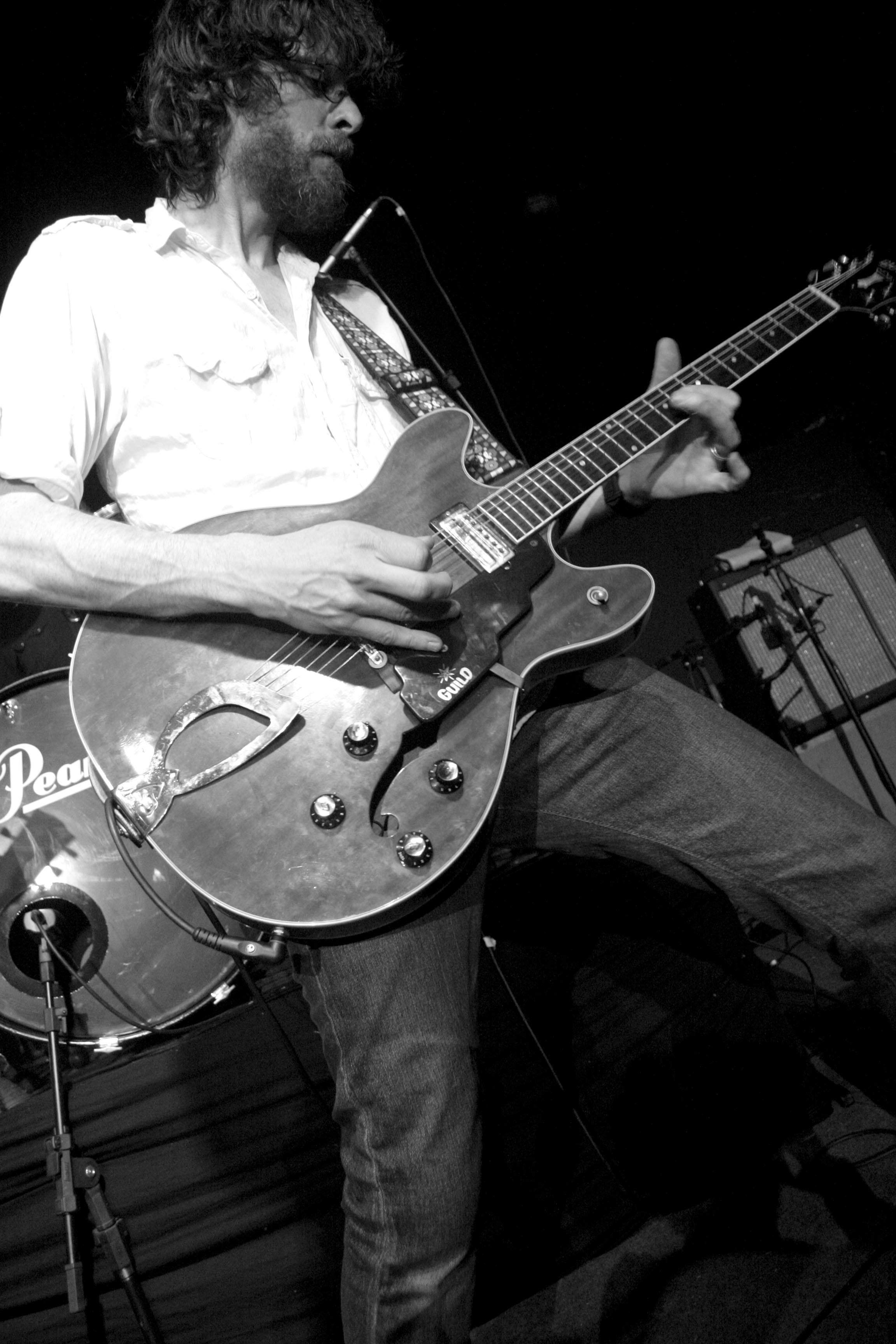
O guitarrista Steve Turner chamou a música de "'Happenings Ten Years Time Ago' do The Yardbirds como 'Sick of You' do The Stooges".

"Touch Me I'm Sick" possui uma estrutura diretamente garage punk com um simples e repetitivo riff em power chord tocado em um andamento rápido, acompanhado por uma linha de baixo direta e bateria frenética. O som sujo da canção foi produzido usando um pedal de distorção Electro-Harmonix Big Muff, aumentado por uma segunda guitarra provendo mais distorção, o que o escritor musical Brian J. Barr chamou de "o equivalente sônico a um pente amplificado raspando contra um papel".
Os críticos notaram uma influência dos Stooges em "Touch Me I'm Sick", típica dos primeiros materiais do Mudhoney. Turner afirmou que "Em retrospecto, é 'Happenings Ten Years Time Ago' do The Yardbirds como 'Sick of You' do The Stooges. Na época eu estava tentando fazer a gaguejante guitarra R&B de The Nights and Days". A canção é também uma reminiscência do hardcore punk do Black Flag. Em seu livro Loser: The Real Seattle Music Story, Clark Humphrey acusa a música de ser uma cópia de "The Witch" dos The Sonics. A banda descartou esta alegação, questionando o conhecimento do autor sobre música.
As letras de Arm, segundo o crítico Steve Huey, são uma tirada sobre "doença, ódio próprio, angústia, e sexo obsceno". Em um trabalho chamado 'Touch Me I'm Sick': Contagion as Critique in Punk and Performance Art, Catherine J. Creswell sugere que algumas das letras referem a AIDS. De acordo com Creswell, "Ao declarar Well, I'm diseased and I don't mind e mudando o refrão final para Fuck Me, I'm Sick! o orador declara que ele mesmo é a pessoa viral, 'portador de AIDS', 'poluente' da fantasia contemporânea". Creswell, que também acredita que a canção parodia o tema da sedução na música rock contemporânea, indica letras que se referem a impotência ("If you don't come, if you don't come, if you don't come, you'll die alone!") e possessão violenta ou forçamento ("I'll make you love me till the day you die!"). Entretanto, Arm disse que não pensou muito nas letras e enquanto toca a canção em concertos, às vezes as modifica para se entreter.
Outra característica destacada de "Touch Me I'm Sick" é os vocais de Arm, os quais Huey se refere como "grito histérico", e "uivos rosnados demoníacos". O jornalista Joe Ehrbar disse que Arm começa a canção com um "arroto", antes de cantar com um "uivo nasal" e Creswell considera os vocais "exagerados" de Arm como zombando uma variedade de estereótipos do rock: a rosnadura punk, a "modulação alcoolizada" do hard rock, os "yea-ahs" de garage rock, os lamentos estilo R&B e um "tremor de Jerry Lee Lewis".

## Lançamento e recepção

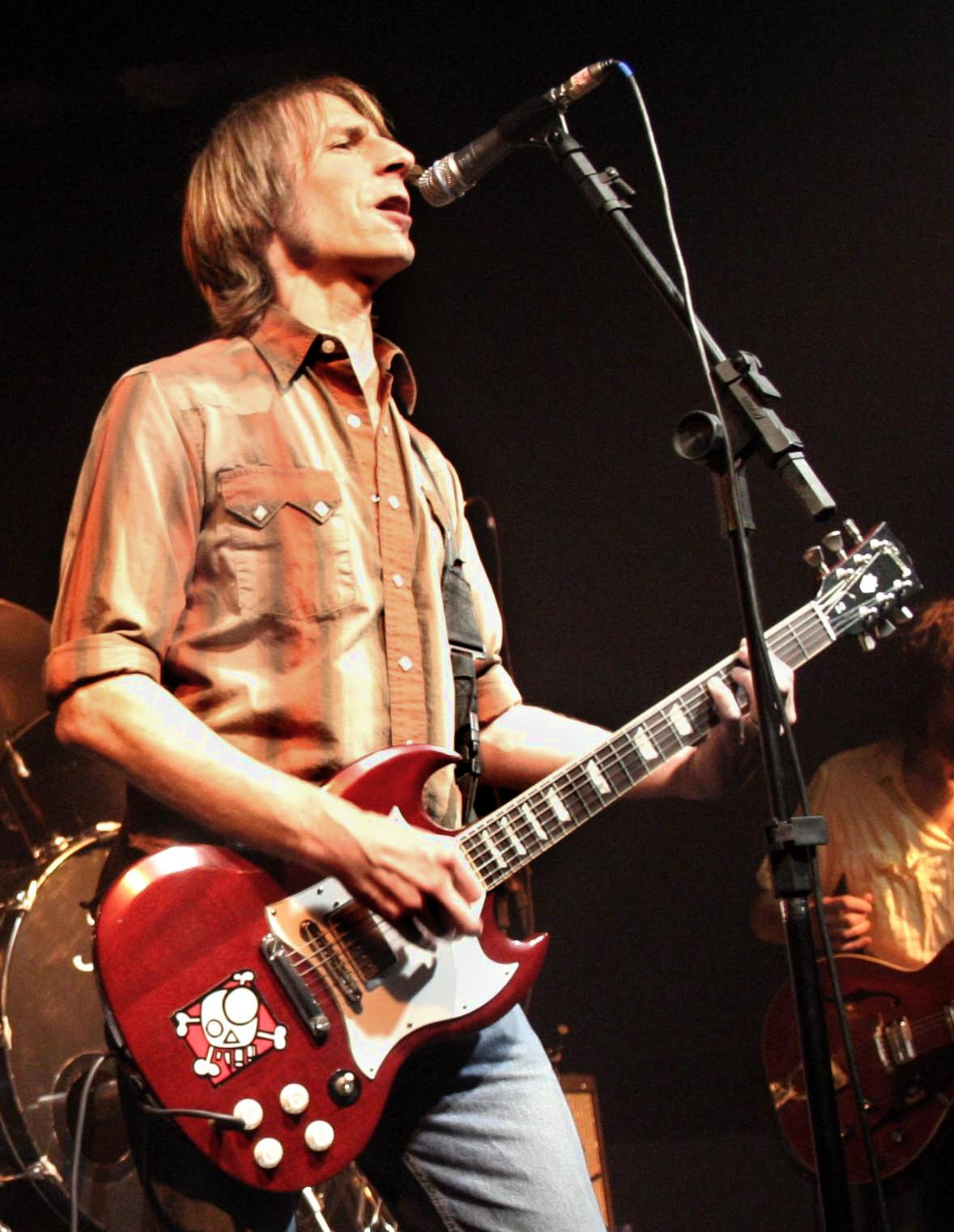
O vocalista Mark Arm em 2007. Arm primeiramente havia repudiado a canção como um "B-side às pressas".

"Touch Me I'm Sick" foi lançado em 1 de agosto de 1988 como vinil de 7 polegadas e foi o début do Mudhoney. Inicialmente, a Sub Pop lançou 800 cópias em vinil marrom-café, 200 cópias em vinil preto e algumas variadas cópias do single em vinil colorido, cujos números de lançamento limitados foram inspirados por outro selo indie, a Amphetamine Reptile. Os donos da Sub Pop, Bruce Pavitt e Jonathan Poneman, argumentaram que o estoque limitado aumentaria a demanda, e utilizaram diferentes cores de vinil a fim de racionar mais edições limitadas e ampliar a atração do single como item de colecionador. O disco, que saiu em um saco de papel branco sem uma capa, tinha uma inscrição no A-side: "O que a palavra 'crack' significa para você?". O adesivo do B-side mostrava a figura da privada que mais tarde se tornaria a arte de capa da segunda edição do single.
Segundo Pavitt, "Era apenas uma edição limitada, talvez 800 cópias, mas pessoas de todos os Estados Unidos começaram a ficar alucinados com isso. Pessoas que nós realmente respeitávamos". O single era um sucesso indie em Seattle, e "Touch Me I'm Sick" se tornou a canção mais conhecida do Mudhoney. Quando perguntado em uma entrevista sobre os números de vendas do single, Turner respondeu, "A primeira [edição vendeu] 1.000, depois 3.000 da re-edição, então ficou fora de catálogo por um tempo; depois eles fizeram mais 2.000 e essas provavelmente já foram". O sucesso do single pegou a banda de surpresa; Arm inicialmente havia repudiado a canção como um "B-side às pressas"."Touch Me I'm Sick" e o B-side "Sweet Young Thing Ain't Sweet No More" foram depois incluídos nas compilações da banda, Superfuzz Bigmuff Plus Early Singles (1990) e March to Fuzz (2000).

### Regravação do Sonic Youth
Anterior ao lançamento do single "Touch Me I'm Sick", Pavitt mandou uma fita com cinco canções do Mudhoney para a opinião dos membros da banda de rock alternativo de New York, Sonic Youth. Sonic Youth imediatamente propuseram um álbum split onde cada banda faria uma versão cover da outra. Sonic Youth regravou "Touch Me I'm Sick" enquanto o Mudhoney fez a releitura de "Halloween", do Sonic Youth. "Touch Me I'm Sick/Halloween" foi lançado em uma edição limitada em vinil 7 polegadas pela Sub Pop em dezembro de 1988. A capa foi incluída na edição de luxo de Daydream Nation (2007), e oferece uma perspectiva feminina da canção com a baixista Kim Gordon encarregada dos vocais.

## Legado
Seguindo o sucesso do single "Touch Me I'm Sick" na área de Seattle, a Sub Pop posicionou o Mudhoney como o carro-chefe de seu time de artistas e empreendeu promoção pesada para o grupo. Os primeiros materiais da banda receberam tempo no ar em rádios universitárias e influenciaram muitos músicos locais, incluindo Kurt Cobain do Nirvana. Em poucos anos, muitas bandas grunge de Seattle assinaram com grandes gravadoras e alcançaram o mainstream, conseguindo grande popularidade. Apesar do Mudhoney nunca ter obtido este nível de aceitação no mainstream, segundo Mark Deming da All Music Guide, "o sucesso [da banda] na cena indie pavimentou o caminho para o movimento que iria (brevemente) fazer de Seattle, WA, a nova capital do universo do rock & roll".
Desde seu lançamento, "Touch Me I'm Sick" têm sido conferido status de clássico dentro do gênero grunge. Escrevendo para a All Music Guide, Steve Huey descreveu a canção como "o hino grunge definitivo", e escreveu que ela "foi um teste crucial e vastamente influenciável na evolução do movimento grunge, virtualmente definindo o termo". Para sua exibição do rock do noroeste dos EUA, o Rock and Roll Hall of Fame pediu o papel original com as letras da canção. Uma vez que não existe — Arm brevemente considerou fazer um falso escrevendo as letras, amassando o papel, e então queimando as pontas— a banda ao invés doou velhos pedais Big Muff de Turner.
"Touch Me I'm Sick" permanece como a música mais popular do Mudhoney. Joe Ehrbar a chamou de "a canção pela qual a maior parte de nós conheceria [a banda]". Arm considera a faixa como sendo o marco mais alto do Mudhoney,
Há algo especial sobre aquele primeiro single, nós nunca realmente fomos capazes de recapturar aquele som. Eu não sei se foram as guitarras ou a gravação. Era simplesmente um som de guitarra muito, muito retorcido. Nós conseguimos alguns desde então, mas eles têm sido de um jeito diferente. Eu acho que tinha mais a ver com a real química electromagnética do que estava passando por nossos amps naquele dia. Foi só um som legal e eletrocutado.
A canção foi referenciada no filme de 1992 Vida de Solteiro, que tem como pano de fundo a cena grunge de Seattle. A banda ficcional no filme, Citizen Dick, toca uma canção chamada "Touch Me I'm Dick" — uma brincadeira com a canção do Mudhoney. Em 2003, Charles Peterson publicou um livro de fotografia intitulado Touch Me I'm Sick que mostrava fotografias em preto-e-branco de bandas (incluindo o Mudhoney) e concertos, focando na cena da música alternativa dos anos 80 e 90.

### Distinções
A informação com relação as distinções atribuídas a "Touch Me I'm Sick" é adaptada de AcclaimedMusic.net.
| Ano  | Publicação/ autor | País           | Distinção                                                 | Posição |
| ---- | ----------------- | -------------- | --------------------------------------------------------- | ------- |
| 2002 | NME               | Reino Unido    | 100 Maiores Singles de Todos os Tempos                    | 99      |
| 2004 | Kerrang!          | Reino Unido    | 666 Canções Que Você Tem Que Ter (Grunge)                 | 5       |
| 2005 | Blender           | Estados Unidos | As 500 Melhores Canções Desde Que Você Nasceu (1981–2005) | 396     |
| 2006 | Toby Creswell     | Austrália      | 1001 Canções: As Grandes Canções de Todos os Tempos       | *       |

* denota uma lista não-ordenada

## Faixas
Single em vinil 7" (SP18)
Ambas as canções são creditadas a Mark Arm, Steve Turner, Dan Peters e Matt Lukin.
1. "Touch Me I'm Sick" – 2:23
2. "Sweet Young Thing Ain't Sweet No More" – 3:35